# Аалтонен, Али
Али (Алекси) А́алтонен (фин. Ali (Aleksi) Aaltonen; 2 августа 1884, Йямся, Тавастгусская губерния — август 1918, Лахти, Хяме) — финский революционер, журналист, бывший поручик Русской императорской армии, глава штаба Красной гвардии в Хельсинки.

## Биография
Начал учиться в лицее Йювяскюля со 2 класса, а в 1903 году, окончил учёбу после 7 класса. В 1904 году пошёл в армию, обучался в военной школе. Участвовал в русско-японской войне 1904—1905 годов.
После участия в боях в Москве в 1905 году был арестован и разжалован в рядовые .
Работал журналистом социалистических изданий в Турку, Выборге и Котке под псевдонимом Али-Баба.
С октября 1917 года руководил Красной гвардией в Хельсинки. В начале 1918, во время гражданской войны в Финляндии, участвовал в сражении за Тампере. Позднее был арестован и отправлен в один из концлагерей, где в мае 1918 года расстрелян Хансом Кальмом — эстонским офицером из шюцкора.